# آيت واسيفاد (إدا وكنضيف)
آيت واسيفاد هي إحدى مشيخات المملكة المغربية، تتبع جغرافيا لإقليم شتوكة آيت باها وإداريًا لإدا وكنضيف. يقدر عدد سكانها بـ 1833 نسمة حسب الإحصاء الرسمي للسكان والسكنى لسنة 2004.